# Kathetostoma cubana
Kathetostoma cubana és una espècie de peix pertanyent a la família dels uranoscòpids.

## Descripció
- Pot arribar a fer 30 cm de llargària màxima (normalment, en fa 20).
- 14-14 radis tous a l'aleta dorsal i 13 a l'anal.[6][7]

## Hàbitat
És un peix marí i batidemersal que viu entre 200 i 600 m de fondària.

## Distribució geogràfica
Es troba a l'Atlàntic occidental central: des de les Bahames i la costa septentrional de Cuba fins a les illes oceàniques de Veneçuela.

## Observacions
És inofensiu per als humans.